# Babiana carminea
Babiana carminea är en irisväxtart som beskrevs av John Charles Manning och Peter Goldblatt. Babiana carminea ingår i släktet Babiana och familjen irisväxter. Inga underarter finns listade i Catalogue of Life.